# EHF Challenge Cup der Frauen 2017/18
Am EHF Challenge Cup 2017/18 nahmen 34 Handball-Vereinsmannschaften teil, die sich in der vorangegangenen Saison in ihren Heimatländern für den Wettbewerb qualifiziert hatten. Die 18. Austragung des Challenge Cups, welche die polnischen Mannschaft von MKS Lublin gewann, begann am 14. Oktober 2017. Der Titelverteidiger war die kroatische Mannschaft RK Lokomotiva Zagreb.

## Runde 1
Die erste Runde wurde nicht ausgetragen.

## Runde 2
Es nahmen 4 Mannschaften an der 2. Runde teil.
Die Auslosung der 2. Runde fand am 18. Juli 2017 in Wien statt.
Die Hin- und Rückspiele finden an den Tagen 14., 15. sowie 21. Oktober 2017 statt.

### Qualifizierte Teams
| - UHC Stockerau - ŽRK Krivaja Zavidovići | - HC Olimpus-85 - ŽJRK BOR RTB |

### Ausgeloste Spiele und Ergebnisse
| Mannschaft 1                   | Mannschaft 2           | Hinspiel             | Rückspiel            | Gesamt  |
| ------------------------------ | ---------------------- | -------------------- | -------------------- | ------- |
| ŽRK Krivaja Zavidovići Boro 11 | ŽJRK BOR RTB Bakša 10  | 14.10.2017 19:00 Uhr | 21.10.2017 19:00 Uhr | 44 : 69 |
| ŽRK Krivaja Zavidovići Boro 11 | ŽJRK BOR RTB Bakša 10  | 25 : 39 (12 : 20)    | 19 : 30 (09 : 18)    | 44 : 69 |
| ŽRK Krivaja Zavidovići Boro 11 | ŽJRK BOR RTB Bakša 10  | 1.200 Zuschauer      | 1.000 Zuschauer      | 44 : 69 |
| HC Olimpus-85 Tolsticov 10     | UHC Stockerau Reiss 20 | 14.10.2017 18:00 Uhr | 15.10.2017 11:00 Uhr | 41 : 83 |
| HC Olimpus-85 Tolsticov 10     | UHC Stockerau Reiss 20 | 20 : 46 (10 : 27)    | 21 : 37 (09 : 16)    | 41 : 83 |
| HC Olimpus-85 Tolsticov 10     | UHC Stockerau Reiss 20 | 200 Zuschauer        | 150 Zuschauer        | 41 : 83 |

## Runde 3
Es nahmen 32 Mannschaften an der 3. Runde teil.
Die Auslosung der 3. Runde fand am 18. Juli 2017 in Wien statt.
Die Hin- und Rückspiele finden an den Wochenenden 11.–12. sowie 18.–19. November 2017 statt.

### Qualifizierte Teams
| - UHC Stockerau - ATV Trofaiach - Azeryol Handball Club - Fémina Visé - OŽRK Jedinstvo Tuzla - DHB Rotweiss Thun - Spono Eagles - Rincón Fertilidad Málaga - Rocasa Gran Canaria ACE - Helsingfors IFK - London GD Handball Club - A.C.PAOK - RK Lokomotiva Zagreb - Maccabi Arazim Ramat gan - KHF Istogu - KHF Shqiponja | - ACME-Žalgiris Kaunas - HB Dudelange - ŽRK Kumanovo - ŽRK Metalurg - Maedilon/VZV - Virto/Quintus - MKS Lublin - ADA CJ Barros - Alavarium/Love Tiles - ŽJRK Bor RTB - ŽORK Jagodina - ŽRK Naisa Niš - Boden Handboll IF - Kristianstad HK - Ardeşen GSK - Zağnosspor |

### Ausgeloste Spiele und Ergebnisse
| Mannschaft 1                          | Mannschaft 2                              | Hinspiel             | Rückspiel            | Gesamt  |
| ------------------------------------- | ----------------------------------------- | -------------------- | -------------------- | ------- |
| A.C.PAOK Ciobanu 13                   | OŽRK Jedinstvo Tuzla Zvekić 13            | 11.11.2017 16:00 Uhr | 19.09.2017 19:30 Uhr | 54 : 48 |
| A.C.PAOK Ciobanu 13                   | OŽRK Jedinstvo Tuzla Zvekić 13            | 24 : 17 (11 : 08)    | 30 : 31 (16 : 15)    | 54 : 48 |
| A.C.PAOK Ciobanu 13                   | OŽRK Jedinstvo Tuzla Zvekić 13            | 300 Zuschauer        | 2.000 Zuschauer      | 54 : 48 |
| Rincón Fertilidad Málaga Veljković 16 | ŽRK Metalurg Gajikj 8                     | 10.11.2017 20:30 Uhr | 12.11.2017 12:00 Uhr | 68 : 28 |
| Rincón Fertilidad Málaga Veljković 16 | ŽRK Metalurg Gajikj 8                     | 31 : 14 (17 : 08)    | 37 : 14 (18 : 07)    | 68 : 28 |
| Rincón Fertilidad Málaga Veljković 16 | ŽRK Metalurg Gajikj 8                     | 350 Zuschauer        | 650 Zuschauer        | 68 : 28 |
| ATV Trofaiach Đurić, Bolcar je 9      | ŽORK Jagodina Đorđević 13                 | 11.11.2017 19:00 Uhr | 18.11.2017 19:00 Uhr | 39 : 60 |
| ATV Trofaiach Đurić, Bolcar je 9      | ŽORK Jagodina Đorđević 13                 | 20 : 29 (11 : 15)    | 19 : 31 (11 : 17)    | 39 : 60 |
| ATV Trofaiach Đurić, Bolcar je 9      | ŽORK Jagodina Đorđević 13                 | 600 Zuschauer        | 800 Zuschauer        | 39 : 60 |
| Kristianstad HK Carlström 11          | Fémina Visé Leonaers 8                    | 18.11.2017 18:00 Uhr | 19.11.2017 17:00 Uhr | 52 : 23 |
| Kristianstad HK Carlström 11          | Fémina Visé Leonaers 8                    | 27 : 13 (14 : 08)    | 25 : 10 (10 : 05)    | 52 : 23 |
| Kristianstad HK Carlström 11          | Fémina Visé Leonaers 8                    | 355 Zuschauer        | 311 Zuschauer        | 52 : 23 |
| RK Lokomotiva Zagreb Kajfeš 13        | UHC Stockerau Reiss 11                    | 19.11.2017 17:00 Uhr | 11.11.2017 18:00 Uhr | 61 : 38 |
| RK Lokomotiva Zagreb Kajfeš 13        | UHC Stockerau Reiss 11                    | 24 : 19 (12 : 11)    | 37 : 19 (19 : 11)    | 61 : 38 |
| RK Lokomotiva Zagreb Kajfeš 13        | UHC Stockerau Reiss 11                    | 1.000 Zuschauer      | 1.000 Zuschauer      | 61 : 38 |
| MKS Lublin Nocuń 23                   | ŽRK Kumanovo Borizovska 10                | 12.11.2017 18:00 Uhr | 13.11.2017 18:00 Uhr | 95 : 31 |
| MKS Lublin Nocuń 23                   | ŽRK Kumanovo Borizovska 10                | 54 : 13 (24 : 04)    | 41 : 18 (21 : 07)    | 95 : 31 |
| MKS Lublin Nocuń 23                   | ŽRK Kumanovo Borizovska 10                | 1.800 Zuschauer      | 1.550 Zuschauer      | 95 : 31 |
| ADA CJ Barros Lage 10                 | KHF Shqiponja Ibrahimi 15                 | 11.11.2017 18:00 Uhr | 12.11.2017 15:00 Uhr | 75 : 38 |
| ADA CJ Barros Lage 10                 | KHF Shqiponja Ibrahimi 15                 | 38 : 16 (18 : 10)    | 37 : 22 (18 : 13)    | 75 : 38 |
| ADA CJ Barros Lage 10                 | KHF Shqiponja Ibrahimi 15                 | 500 Zuschauer        | 250 Zuschauer        | 75 : 38 |
| Maccabi Arazim Ramat gan Vakrat 17    | ŽRK Naisa Niš Đoković 14                  | 17.11.2017 18:00 Uhr | 18.11.2017 18:00 Uhr | 43 : 53 |
| Maccabi Arazim Ramat gan Vakrat 17    | ŽRK Naisa Niš Đoković 14                  | 23 : 28 (12 : 16)    | 20 : 25 (10 : 15)    | 43 : 53 |
| Maccabi Arazim Ramat gan Vakrat 17    | ŽRK Naisa Niš Đoković 14                  | 500 Zuschauer        | 800 Zuschauer        | 43 : 53 |
| Boden Handboll IF Nordmark 13         | Helsingfors IFK Hilli 14                  | 11.11.2017 17:00 Uhr | 18.11.2017 19:30 Uhr | 62 : 42 |
| Boden Handboll IF Nordmark 13         | Helsingfors IFK Hilli 14                  | 34 : 21 (17 : 08)    | 28 : 21 (14 : 12)    | 62 : 42 |
| Boden Handboll IF Nordmark 13         | Helsingfors IFK Hilli 14                  | 546 Zuschauer        | 203 Zuschauer        | 62 : 42 |
| KHF Istogu Kameri 11                  | Virto/Quintus Oostveen 11                 | 18.11.2017 19:15 Uhr | 19.11.2017 16:15 Uhr | 34 : 76 |
| KHF Istogu Kameri 11                  | Virto/Quintus Oostveen 11                 | 13 : 36 (08 : 17)    | 21 : 40 (08 : 14)    | 34 : 76 |
| KHF Istogu Kameri 11                  | Virto/Quintus Oostveen 11                 | 450 Zuschauer        | 300 Zuschauer        | 34 : 76 |
| Alavarium/Love Tiles Correia 21       | ŽJRK Bor RTB Milić 21                     | 18.11.2017 21:30 Uhr | 19.11.2017 18:30 Uhr | 55 : 52 |
| Alavarium/Love Tiles Correia 21       | ŽJRK Bor RTB Milić 21                     | 26 : 26 (09 : 13)    | 29 : 26 (17 : 18)    | 55 : 52 |
| Alavarium/Love Tiles Correia 21       | ŽJRK Bor RTB Milić 21                     | 300 Zuschauer        | 500 Zuschauer        | 55 : 52 |
| Ardeşen GSK Akcanca 15                | DHB Rotweiss Thun Berger, Frey je 8       | 11.11.2017 18:00 Uhr | 18.11.2017 15:00 Uhr | 59 : 40 |
| Ardeşen GSK Akcanca 15                | DHB Rotweiss Thun Berger, Frey je 8       | 36 : 17 (21 : 09)    | 23 : 23 (13 : 12)    | 59 : 40 |
| Ardeşen GSK Akcanca 15                | DHB Rotweiss Thun Berger, Frey je 8       | 4.000 Zuschauer      | 400 Zuschauer        | 59 : 40 |
| Maedilon/VZV Houtenbos 13             | Rocasa Gran Canaria ACE Lusson Miranda 21 | 12.11.2017 15:00 Uhr | 19.11.2017 13:00 Uhr | 44 : 64 |
| Maedilon/VZV Houtenbos 13             | Rocasa Gran Canaria ACE Lusson Miranda 21 | 26 : 32 (10 : 17)    | 18 : 32 (04 : 16)    | 44 : 64 |
| Maedilon/VZV Houtenbos 13             | Rocasa Gran Canaria ACE Lusson Miranda 21 | 780 Zuschauer        | 620 Zuschauer        | 44 : 64 |
| ACME-Žalgiris Kaunas Kniubaitė 12     | London GD Handball Club Perez Laguna 12   | 11.11.2017 13:00 Uhr | 18.11.2017 18:00 Uhr | 74 : 34 |
| ACME-Žalgiris Kaunas Kniubaitė 12     | London GD Handball Club Perez Laguna 12   | 42 : 13 (22 : 07)    | 32 : 21 (18 : 09)    | 74 : 34 |
| ACME-Žalgiris Kaunas Kniubaitė 12     | London GD Handball Club Perez Laguna 12   | 120 Zuschauer        | 300 Zuschauer        | 74 : 34 |
| Spono Eagles Irman 14                 | Zağnosspor Yılmaz 14                      | 11.11.2017 16:00 Uhr | 12.11.2017 13:00 Uhr | 48 : 58 |
| Spono Eagles Irman 14                 | Zağnosspor Yılmaz 14                      | 28 : 35 (13 : 21)    | 20 : 23 (11 : 13)    | 48 : 58 |
| Spono Eagles Irman 14                 | Zağnosspor Yılmaz 14                      | 600 Zuschauer        | 150 Zuschauer        | 48 : 58 |
| HB Dudelange Dickes 7                 | Azeryol Handball Club Burowa 12           | 18.11.2017 20:00 Uhr | 19.11.2017 18:00 Uhr | 31 : 68 |
| HB Dudelange Dickes 7                 | Azeryol Handball Club Burowa 12           | 15 : 36 (06 : 16)    | 16 : 32 (10 : 16)    | 31 : 68 |
| HB Dudelange Dickes 7                 | Azeryol Handball Club Burowa 12           | 200 Zuschauer        | 200 Zuschauer        | 31 : 68 |

## Achtelfinale
Es nahmen 16 Mannschaften am Achtelfinale teil.
Die Auslosung der Achtelfinalspiele fand am 21. November 2017 in Wien statt.
Die Hin- und Rückspiele finden an den Wochenenden 27./28. Januar, 3.–4. sowie 10.–11. Februar 2018 statt.

### Qualifizierte Teams
| - Azeryol Handball Club - Rincón Fertilidad Málaga - Rocasa Gran Canaria ACE - A.C.PAOK - RK Lokomotiva Zagreb - ACME-Žalgiris Kaunas - Virto/Quintus - MKS Lublin | - ADA CJ Barros - Alavarium/Love Tiles - ŽORK Jagodina - ŽRK Naisa Niš - Boden Handboll IF - Kristianstad HK - Ardeşen GSK - Zağnosspor |

### Ausgeloste Spiele und Ergebnisse
| Mannschaft 1                       | Mannschaft 2                                                     | Hinspiel             | Rückspiel            | Gesamt  |
| ---------------------------------- | ---------------------------------------------------------------- | -------------------- | -------------------- | ------- |
| ŽORK Jagodina Terzić 11            | Zağnosspor Vučković 14                                           | 03.02.2018 19:00 Uhr | 11.02.2018 15:00 Uhr | 53 : 60 |
| ŽORK Jagodina Terzić 11            | Zağnosspor Vučković 14                                           | 24 : 34 (13 : 17)    | 29 : 26 (14 : 13)    | 53 : 60 |
| ŽORK Jagodina Terzić 11            | Zağnosspor Vučković 14                                           | 1.500 Zuschauer      | 300 Zuschauer        | 53 : 60 |
| Kristianstad HK İskit 12           | Azeryol Handball Club Jankouskaja 12                             | 02.02.2018 17:00 Uhr | 03.02.2018 17:00 Uhr | 57 : 41 |
| Kristianstad HK İskit 12           | Azeryol Handball Club Jankouskaja 12                             | 30 : 23 (13 : 14)    | 27 : 18 (12 : 08)    | 57 : 41 |
| Kristianstad HK İskit 12           | Azeryol Handball Club Jankouskaja 12                             | 850 Zuschauer        | 500 Zuschauer        | 57 : 41 |
| Alavarium/Love Tiles Correia 13    | Ardeşen GSK Yılmaz, Vashchuk je 13                               | 03.02.2018 18:00 Uhr | 11.02.2018 18:00 Uhr | 49 : 75 |
| Alavarium/Love Tiles Correia 13    | Ardeşen GSK Yılmaz, Vashchuk je 13                               | 27 : 41 (15 : 22)    | 22 : 34 (12 : 18)    | 49 : 75 |
| Alavarium/Love Tiles Correia 13    | Ardeşen GSK Yılmaz, Vashchuk je 13                               | 500 Zuschauer        | 4.000 Zuschauer      | 49 : 75 |
| A.C.PAOK Chatziparasidou 11        | RK Lokomotiva Zagreb L. Kalaus 16                                | 03.02.2018 19:30 Uhr | 04.02.2018 19:30 Uhr | 37 : 70 |
| A.C.PAOK Chatziparasidou 11        | RK Lokomotiva Zagreb L. Kalaus 16                                | 17 : 37 (08 : 17)    | 20 : 33 (12 : 18)    | 37 : 70 |
| A.C.PAOK Chatziparasidou 11        | RK Lokomotiva Zagreb L. Kalaus 16                                | 200 Zuschauer        | 150 Zuschauer        | 37 : 70 |
| Virto/Quintus Strik 17             | ŽRK Naisa Niš Radović 13                                         | 10.02.2018 19:00 Uhr | 11.02.2018 15:00 Uhr | 74 : 56 |
| Virto/Quintus Strik 17             | ŽRK Naisa Niš Radović 13                                         | 35 : 25 (19 : 07)    | 39 : 31 (18 : 15)    | 74 : 56 |
| Virto/Quintus Strik 17             | ŽRK Naisa Niš Radović 13                                         | 550 Zuschauer        | 450 Zuschauer        | 74 : 56 |
| Boden Handboll IF Lubjanaja 11     | Rocasa Gran Canaria ACE Rodríguez Hernández 17                   | 03.02.2018 16:00 Uhr | 11.02.2018 13:00 Uhr | 45 : 50 |
| Boden Handboll IF Lubjanaja 11     | Rocasa Gran Canaria ACE Rodríguez Hernández 17                   | 26 : 31 (07 : 14)    | 19 : 19 (10 : 11)    | 45 : 50 |
| Boden Handboll IF Lubjanaja 11     | Rocasa Gran Canaria ACE Rodríguez Hernández 17                   | 560 Zuschauer        | 650 Zuschauer        | 45 : 50 |
| ACME-Žalgiris Kaunas Ilčiukaitė 11 | Rincón Fertilidad Málaga Pessoa Constantino, López Jiménez je 11 | 03.02.2018 13:00 Uhr | 10.02.2018 18:00 Uhr | 48 : 49 |
| ACME-Žalgiris Kaunas Ilčiukaitė 11 | Rincón Fertilidad Málaga Pessoa Constantino, López Jiménez je 11 | 28 : 24 (11 : 14)    | 20 : 25 (10 : 12)    | 48 : 49 |
| ACME-Žalgiris Kaunas Ilčiukaitė 11 | Rincón Fertilidad Málaga Pessoa Constantino, López Jiménez je 11 | 200 Zuschauer        | 474 Zuschauer        | 48 : 49 |
| MKS Lublin Rola 14                 | ADA CJ Barros Ferreira 7                                         | 27.01.2018 19:00 Uhr | 28.01.2018 15:00 Uhr | 73 : 24 |
| MKS Lublin Rola 14                 | ADA CJ Barros Ferreira 7                                         | 36 : 12 (22 : 07)    | 37 : 12 (20 : 05)    | 73 : 24 |
| MKS Lublin Rola 14                 | ADA CJ Barros Ferreira 7                                         | 1.420 Zuschauer      | 1.300 Zuschauer      | 73 : 24 |

## Viertelfinale
Im Viertelfinale nahmen die Gewinner der Achtelfinalpartien teil. Die Auslosung fand am 13. Februar 2018 in Wien statt.

### Qualifizierte Teams
| - Rincón Fertilidad Málaga - Rocasa Gran Canaria ACE - RK Lokomotiva Zagreb - Virto/Quintus | - MKS Lublin - Kristianstad HK - Ardeşen GSK - Zağnosspor |

| Mannschaft 1                      | Mannschaft 2                                   | Hinspiel             | Rückspiel            | Gesamt      |
| --------------------------------- | ---------------------------------------------- | -------------------- | -------------------- | ----------- |
| Ardeşen GSK Akcanca 15            | Kristianstad HK İskit 19                       | 03.03.2018 17:00 Uhr | 10.03.2018 16:00 Uhr | 51 : 51 (a) |
| Ardeşen GSK Akcanca 15            | Kristianstad HK İskit 19                       | 23 : 26 (14 : 12)    | 28 : 25 (16 : 13)    | 51 : 51 (a) |
| Ardeşen GSK Akcanca 15            | Kristianstad HK İskit 19                       | 1.850 Zuschauer      | 573 Zuschauer        | 51 : 51 (a) |
| Zağnosspor Pavić 13               | Rocasa Gran Canaria ACE Rodríguez Hernández 14 | 10.03.2018 16:00 Uhr | 11.03.2018 12:30 Uhr | 45 : 62     |
| Zağnosspor Pavić 13               | Rocasa Gran Canaria ACE Rodríguez Hernández 14 | 20 : 25 (10 : 13)    | 25 : 37 (17 : 18)    | 45 : 62     |
| Zağnosspor Pavić 13               | Rocasa Gran Canaria ACE Rodríguez Hernández 14 | 300 Zuschauer        | 400 Zuschauer        | 45 : 62     |
| RK Lokomotiva Zagreb L. Kalaus 19 | Virto/Quintus Hage 11                          | 04.03.2018 18:00 Uhr | 10.03.2018 19:00 Uhr | 53 : 41     |
| RK Lokomotiva Zagreb L. Kalaus 19 | Virto/Quintus Hage 11                          | 26 : 17 (13 : 07)    | 27 : 24 (16 : 15)    | 53 : 41     |
| RK Lokomotiva Zagreb L. Kalaus 19 | Virto/Quintus Hage 11                          | 500 Zuschauer        | 451 Zuschauer        | 53 : 41     |
| MKS Lublin Rola 8                 | Rincón Fertilidad Málaga Boada Coronado 9      | 02.03.2018 20:30 Uhr | 04.03.2018 11:00 Uhr | 45 : 39     |
| MKS Lublin Rola 8                 | Rincón Fertilidad Málaga Boada Coronado 9      | 18 : 19 (11 : 11)    | 27 : 20 (09 : 10)    | 45 : 39     |
| MKS Lublin Rola 8                 | Rincón Fertilidad Málaga Boada Coronado 9      | 400 Zuschauer        | 600 Zuschauer        | 45 : 39     |

## Halbfinale
Die Halbfinalspiele wurden ebenfalls am 13. Februar 2018 ausgelost.
| Mannschaft 1                                 | Mannschaft 2                                 | Hinspiel             | Rückspiel            | Gesamt      |
| -------------------------------------------- | -------------------------------------------- | -------------------- | -------------------- | ----------- |
| Ardeşen GSK Demirbaş 14                      | MKS Lublin Achruk 12                         | 08.04.2018 18:00 Uhr | 15.04.2018 18:00 Uhr | 48 : 59     |
| Ardeşen GSK Demirbaş 14                      | MKS Lublin Achruk 12                         | 28 : 23 (14 : 11)    | 20 : 36 (10 : 15)    | 48 : 59     |
| Ardeşen GSK Demirbaş 14                      | MKS Lublin Achruk 12                         | 4.000 Zuschauer      | 3.300 Zuschauer      | 48 : 59     |
| RK Lokomotiva Zagreb L. Kalaus, Glavan je 11 | Rocasa Gran Canaria ACE Mbengue Rodríguez 13 | 07.04.2018 18:00 Uhr | 15.04.2018 13:00 Uhr | 51 : 51 (a) |
| RK Lokomotiva Zagreb L. Kalaus, Glavan je 11 | Rocasa Gran Canaria ACE Mbengue Rodríguez 13 | 26 : 26 (12 : 14)    | 25 : 25 (13 : 10)    | 51 : 51 (a) |
| RK Lokomotiva Zagreb L. Kalaus, Glavan je 11 | Rocasa Gran Canaria ACE Mbengue Rodríguez 13 | 1.000 Zuschauer      | 600 Zuschauer        | 51 : 51 (a) |

## Finale
Es nahmen die zwei Sieger aus dem Halbfinale teil. Das Hinspiel fand am 6. Mai 2018 statt. Das Rückspiel fand am 13. Mai 2018 statt.

### Ausgeloste Spiele und Ergebnisse
| Mannschaft 1                                 | Mannschaft 2         | Hinspiel           | Rückspiel          | Gesamt  |
| -------------------------------------------- | -------------------- | ------------------ | ------------------ | ------- |
| Rocasa Gran Canaria ACE Mbengue Rodríguez 11 | MKS Lublin Achruk 12 | 06.05.18 13:00 Uhr | 13.05.18 20:15 Uhr | 45 : 49 |
| Rocasa Gran Canaria ACE Mbengue Rodríguez 11 | MKS Lublin Achruk 12 | 22 : 22 (10 : 10)  | 23 : 27 (11 : 13)  | 45 : 49 |
| Rocasa Gran Canaria ACE Mbengue Rodríguez 11 | MKS Lublin Achruk 12 | 1.300 Zuschauer    | 4.000 Zuschauer    | 45 : 49 |

### Hinspiel
Rocasa Gran Canaria ACE - MKS Lublin  22 : 22 (10 : 10)
6. Mai 2018 in Telde, Pabellón insular Rita Hernández, 1.300 Zuschauer.
Rocasa Gran Canaria ACE: Hernández, Navarro – Mbengue Rodríguez  (7), Macedo  (5), Rodríguez Hernández (5), Pizzo (2), Trojaola Cabezudo (2), Toscano Sanchez  (1), Falcon Gonzalez , Priolli, Gonzalez Mendez , Hernández Castillo, Pérez Risco, Schuster
MKS Lublin: Januchta, Gawlik – Achruk  (5), Drabik  (5), Rosiak (5), Gęga    (2), Mihdalowa (2), Rola (2), Stasiak (1), Matuszczyk, Nocuń, Repelewska , Skrzyniarz
Schiedsrichter:  Roberto Scevola, Tal Alperan
Quelle: Spielbericht

### Rückspiel
MKS Lublin - Rocasa Gran Canaria ACE  27 : 23 (13 : 11)
13. Mai 2018 in Lublin, Hala Globus, 4.000 Zuschauer.
MKS Lublin: Januchta, Gawlik – Achruk  (7), Gęga  (6), Drabik (4), Nocuń (3), Matuszczyk  (2), Mihdalowa (2), Stasiak   (2), Rola  (1), Nestsiaruk, Repelewska, Rosiak, Skrzyniarz
Rocasa Gran Canaria ACE: Hernández, Navarro – Pizzo (6), Rodríguez Hernández (5), Mbengue Rodríguez  (4), Toscano Sanchez (3), Macedo    (2), Trojaola Cabezudo (2), Falcon Gonzalez (1), Priolli, Gonzalez Mendez, Hernández Castillo, Pérez Risco, Schuster
Schiedsrichter:  Vagif Aliyev, Alekper Aghakishiyev
Quelle: Spielbericht